# دانيال دونكان
دانيال دونكان (بالإنجليزية: Daniel Duncan)‏ هو سياسي أمريكي، ولد في 22 يوليو 1806 في الولايات المتحدة، وتوفي في 18 مايو 1849 في واشنطن العاصمة في الولايات المتحدة. حزبياً، نشط في حزب اليمين. وقد انتخب عضو مجلس نواب أوهايو وانتخب عضو مجلس النواب الأمريكي.